# Taramina
Taramina là một chi bướm đêm thuộc họ Noctuidae.